# 새턴 뷰
새턴 뷰(Saturn Vue)는 새턴사가 판매, 제조한 콤팩트 SUV이며 새턴에서 가장 많이 팔린 모델이다.

## 1세대(2001~2007)
2001년 9월 11일 출시되었다. 2002년형 모델을 위해 2001년 선보인 GM 테타 플랫폼을 사용한 최초의 차량이다.

## 2세대(2007~2009)

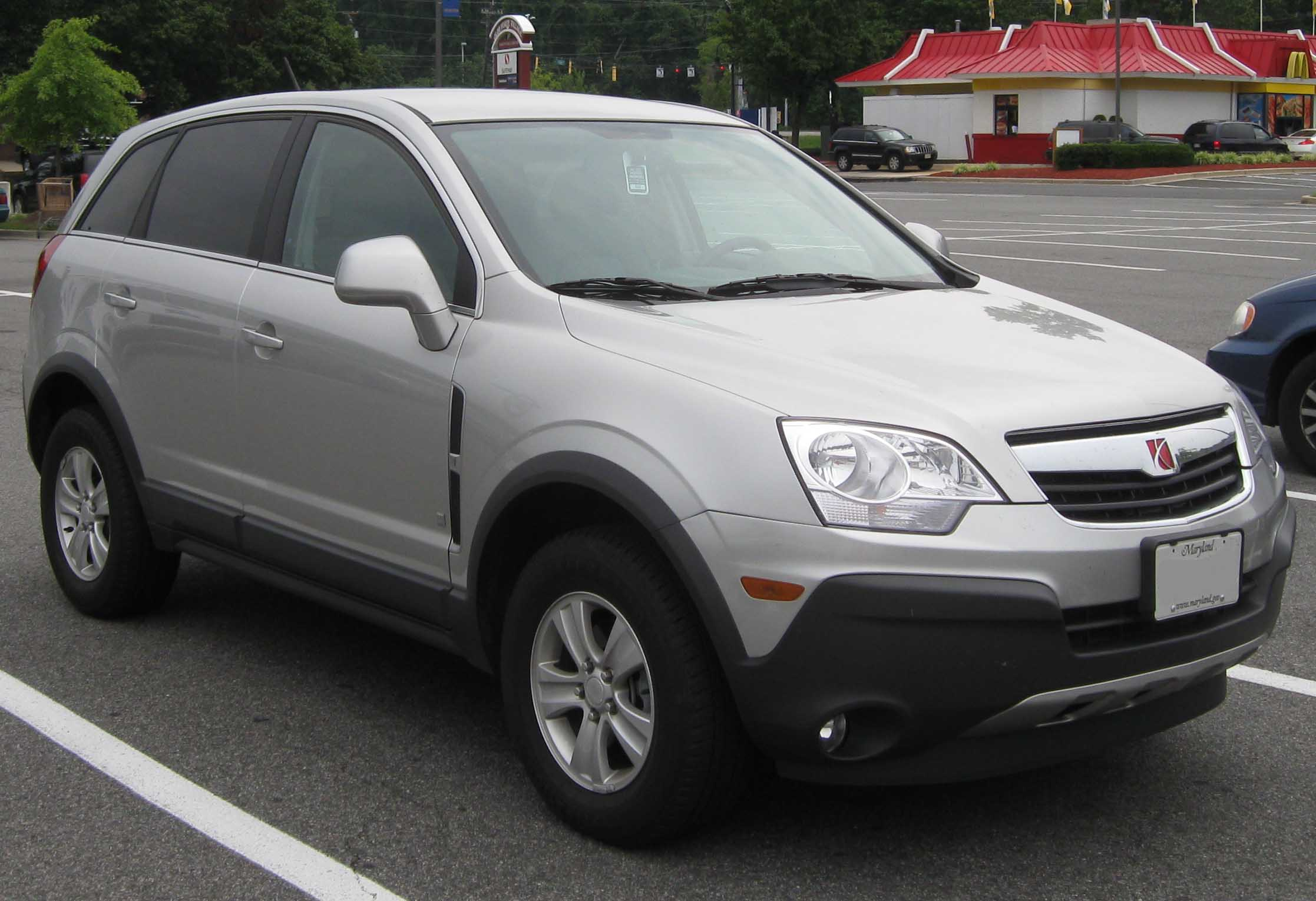
새턴 뷰 XE 정측면

2세대 모델은 2008 모델(오펠 안타라)을 위해 2007년 런칭하였다. 북아메리카에서 뷰의 생산은 GM이 2009년 구조 조정 기간 중 새턴 브랜드를 철회시키면서 종료되었다. 대한민국에서는 GM대우 윈스톰 맥스로 판매되었다.

## 판매량
| 연도 | 미국   |
| ---- | ------ |
| 2001 | 393    |
| 2002 | 75,478 |
| 2003 | 81,924 |
| 2004 | 86,957 |
| 2005 | 91,972 |
| 2006 | 88,581 |
| 2007 | 81,676 |
| 2008 | 84,767 |
| 2009 | 28,429 |